# Breitenbach (Schauenburg)
Breitenbach ist ein Ortsteil der Gemeinde Schauenburg im nordhessischen Landkreis Kassel.

## Geografische Lage
Breitenbach liegt im Naturpark Habichtswald, westlich des Hauptortes. Nördlich führt die Bundesautobahn 44 am Dorf vorbei. In Breitenbach trafen die Bundesstraße 520 (seit Juli 2010 herabgestuft zur Landesstraße 3215) und die Landesstraße 3220 aufeinander.
Beim Emserhof entspringt die Ems, die danach durch den Ort fließt.

## Geschichte

### Ortsgeschichte
Der Ort wird soweit bekannt erstmals 1408 in einem Sühnebrief der Stadt Wolfhagen als Breydenbach erwähnt. Es ist aber anzunehmen, dass das Dorf älter ist, denn der noch stehende Kirchturm mit seinen romanischen Formen könnte aus dem 12. Jahrhundert stammen. Der Name des Ortes wird von Breida (Flur) abgeleitet.
Im Zuge der Gebietsreform in Hessen wurden zum 31. Dezember 1971 die bis dahin selbständigen Gemeinden Martinhagen, Breitenbach und Elmshagen auf freiwilliger Basis in die Gemeinde Hoof eingemeindet. Zum 1. August 1972 wurden die Gemeinden Elgershausen und Hoof kraft Landesgesetz zur neuen Großgemeinde Schauenburg zusammengeschlossen. Für alle ehemaligen Gemeinden wurden je ein Ortsbezirk eingerichtet.
Vom 22. bis 25. August 2008 luden Bürgermeisterin Ursula Gimmler und Ortsvorsteherin Ursula Barkhof zum Jubiläum „600 Jahre Breitenbach 1408 - 2008“ ein.

### Jüdischer Friedhof
Einem Bericht von 1837 zufolge bestand für die jüdischen Gemeinden Hoof-Breitenbach und Elmshagen „seit urvordenklichen Zeiten“ ein Friedhof bereit. Das Grundstück war den Gemeinden als Begräbnisplatz von den Herren von Dalwigk zur Verfügung gestellt worden. Ein Jahr später, 1838 wurde der alte Friedhof geschlossen und an einen neuen Ort verlegt, da eine Quelle auf dem Grundstück lag und die Gräber mit Wasser füllte.
Der neue Friedhof mit einer Gesamtfläche von 20,52 ar wurde auf der Gemarkung Breitenbach angelegt, das Grundstück ging 1857 in den Besitz der jüdischen Gemeinde Hoof-Breitenbach über. Die letzte Beisetzung fand vermutlich 1936 mit einem bis 1934 an der israelitischen Volksschule (jüdische Schule der Gemeinde) lehrenden Lehrer statt. Wo sich der alte Friedhof befindet, ist bisher unbekannt.

### Verwaltungsgeschichte im Überblick
Die folgende Liste zeigt die Staaten und Verwaltungseinheiten, denen Breitenbach angehört(e):

- vor 1567: Heiliges Römisches Reich, Landgrafschaft Hessen, Amt Bauna
- ab 1567: Heiliges Römisches Reich (bis 1806), Landgrafschaft Hessen-Kassel, Niederhessen, Amt Bauna (ab 1804 Amt Wilhelmshöhe)
- ab 1807: Königreich Westphalen, Departement der Fulda, Distrikt Kassel, Kanton Hoof (Friedensgericht Hoof)
- ab 1815: Kurfürstentum Hessen, Niederhessen, Amt Wilhelmshöhe
- ab 1821/22: Kurfürstentum Hessen, Provinz Niederhessen, Landkreis Kassel[8][Anm. 2]
- ab 1848: Kurfürstentum Hessen, Bezirk Kassel
- ab 1851: Kurfürstentum Hessen, Provinz Niederhessen, Landkreis Kassel
- ab 1867: Königreich Preußen, Provinz Hessen-Nassau, Regierungsbezirk Kassel, Landkreis Kassel
- ab 1871: Deutsches Reich, Königreich Preußen, Provinz Hessen-Nassau, Regierungsbezirk Kassel, Landkreis Kassel
- ab 1918: Deutsches Reich, Freistaat Preußen, Provinz Hessen-Nassau, Regierungsbezirk Kassel, Landkreis Kassel
- ab 1944: Deutsches Reich, Freistaat Preußen, Provinz Kurhessen, Landkreis Kassel
- ab 1945: Deutsches Reich, Amerikanische Besatzungszone, Groß-Hessen, Regierungsbezirk Kassel, Landkreis Kassel
- ab 1946: Deutsches Reich, Amerikanische Besatzungszone, Hessen, Regierungsbezirk Kassel, Landkreis Kassel
- ab 1949: Bundesrepublik Deutschland, Hessen, Regierungsbezirk Kassel, Landkreis Kassel
- ab 1971: Bundesrepublik Deutschland, Hessen, Regierungsbezirk Kassel, Kreis Wolfhagen, Gemeinde Hoof
- ab 1972: Bundesrepublik Deutschland, Hessen, Regierungsbezirk Kassel, Landkreis Kassel, Gemeinde Schauenburg

## Bevölkerung

### Einwohnerstruktur 2011
Nach den Erhebungen des Zensus 2011 lebten am Stichtag dem 9. Mai 2011 in Breitenbach 1590 Einwohner. Darunter waren 42 (2,6 %) Ausländer.
Nach dem Lebensalter waren 249 Einwohner unter 18 Jahren, 642 zwischen 18 und 49, 369 zwischen 50 und 64 und 333 Einwohner waren älter. Die Einwohner lebten in 714 Haushalten. Davon waren 207 Singlehaushalte, 264 Paare ohne Kinder und 198 Paare mit Kindern, sowie 39 Alleinerziehende und 9 Wohngemeinschaften. In 108 Haushalten lebten ausschließlich Senioren und in 393 Haushaltungen lebten keine Senioren.

### Einwohnerentwicklung
| Quelle: Historisches Ortslexikon |                                                                               |
| • 1585:                          | 80 Haushaltungen                                                              |
| • 1747:                          | 94 Haushaltungen (Stadt- und Dorfbuch des Ober- und Niederfürstentums Hessen) |

| Breitenbach: Einwohnerzahlen von 1834 bis 2011 | Breitenbach: Einwohnerzahlen von 1834 bis 2011 | Breitenbach: Einwohnerzahlen von 1834 bis 2011 | Breitenbach: Einwohnerzahlen von 1834 bis 2011 | Breitenbach: Einwohnerzahlen von 1834 bis 2011 |
| --- | ---------------------------------------------- | ---------------------------------------------- | ---------------------------------------------- | ---------------------------------------------- |
| Jahr |                                                |                                                |                                                | Einwohner                                      |
| 1834 | 1834                                           |                                                | 914                                            | 914                                            |
| 1840 | 1840                                           |                                                | 963                                            | 963                                            |
| 1846 | 1846                                           |                                                | 1.052                                          | 1.052                                          |
| 1852 | 1852                                           |                                                | 1.068                                          | 1.068                                          |
| 1858 | 1858                                           |                                                | 944                                            | 944                                            |
| 1864 | 1864                                           |                                                | 995                                            | 995                                            |
| 1871 | 1871                                           |                                                | 851                                            | 851                                            |
| 1875 | 1875                                           |                                                | 905                                            | 905                                            |
| 1885 | 1885                                           |                                                | 850                                            | 850                                            |
| 1895 | 1895                                           |                                                | 832                                            | 832                                            |
| 1905 | 1905                                           |                                                | 848                                            | 848                                            |
| 1910 | 1910                                           |                                                | 833                                            | 833                                            |
| 1925 | 1925                                           |                                                | 928                                            | 928                                            |
| 1939 | 1939                                           |                                                | 927                                            | 927                                            |
| 1946 | 1946                                           |                                                | 1.344                                          | 1.344                                          |
| 1950 | 1950                                           |                                                | 1.335                                          | 1.335                                          |
| 1956 | 1956                                           |                                                | 1.152                                          | 1.152                                          |
| 1961 | 1961                                           |                                                | 1.174                                          | 1.174                                          |
| 1967 | 1967                                           |                                                | 1.198                                          | 1.198                                          |
| 1970 | 1970                                           |                                                | 1.321                                          | 1.321                                          |
| 1980 | 1980                                           |                                                | ?                                              | ?                                              |
| 1990 | 1990                                           |                                                | ?                                              | ?                                              |
| 2000 | 2000                                           |                                                | ?                                              | ?                                              |
| 2011 | 2011                                           |                                                | 1.590                                          | 1.590                                          |
| Datenquelle: Historisches Gemeindeverzeichnis für Hessen: Die Bevölkerung der Gemeinden 1834 bis 1967. Wiesbaden: Hessisches Statistisches Landesamt, 1968. Weitere Quellen: ; Zensus 2011 |                                                |                                                |                                                |                                                |

### Historische Religionszugehörigkeit
| Quelle: Historisches Ortslexikon |                                                            |
| • 1885:                          | 0802 evangelische, 2 katholische und 46 jüdische Einwohner |
| • 1961:                          | 1082 evangelische, 47 römisch-katholische Einwohner        |

## Politik
Für Breitenbach besteht ein Ortsbezirk (Gebiete der ehemaligen Gemeinde Breitenbach) mit Ortsbeirat und Ortsvorsteher nach der Hessischen Gemeindeordnung.
Der Ortsbeirat besteht aus sieben Mitgliedern. Bei den Kommunalwahlen in Hessen 2021 betrug die Wahlbeteiligung zum Ortsbeirat 54,90 %. Dabei wurden gewählt: fünf Mitglieder der SPD und zwei Mitglieder der CDU. Der Ortsbeirat wählte Thomas Müller (SPD) zum Ortsvorsteher.

## Kultur und Sehenswürdigkeiten

### Kirchengebäude
Im Ort gibt es eine evangelische Kirche, die im 13. Jahrhundert mit spätgotischem Turm errichtet und in späteren Jahren umgestaltet und 1893/94 mit Hilfe von Gustav Schönermark erweitert wurde.

### Märchenwache
Zu Ehren von Johann Friedrich Krause und Demoiselle Marie Hassenpflug (beide haben viel zu den Märchen der Brüder Grimm beigetragen) wurde im Rahmen des Dorferneuerungsprogramms zu Beginn der 1990er Jahre im alten Feuerwehrhaus die „Schauenburger Märchenwache“ errichtet.
Gegründet wurde die Märchenwache von dem Künstler Albert Schindehütte, der diese mit Zeichnungen und verschiedenen Holzschnitten gestaltete. Seit 1996 arbeitet er schwerpunktmäßig für und in der Wache. In der Märchenwache finden wechselnde Ausstellungen, Konzerte, Hochzeiten und Lesungen statt.

## Wirtschaft und Infrastruktur

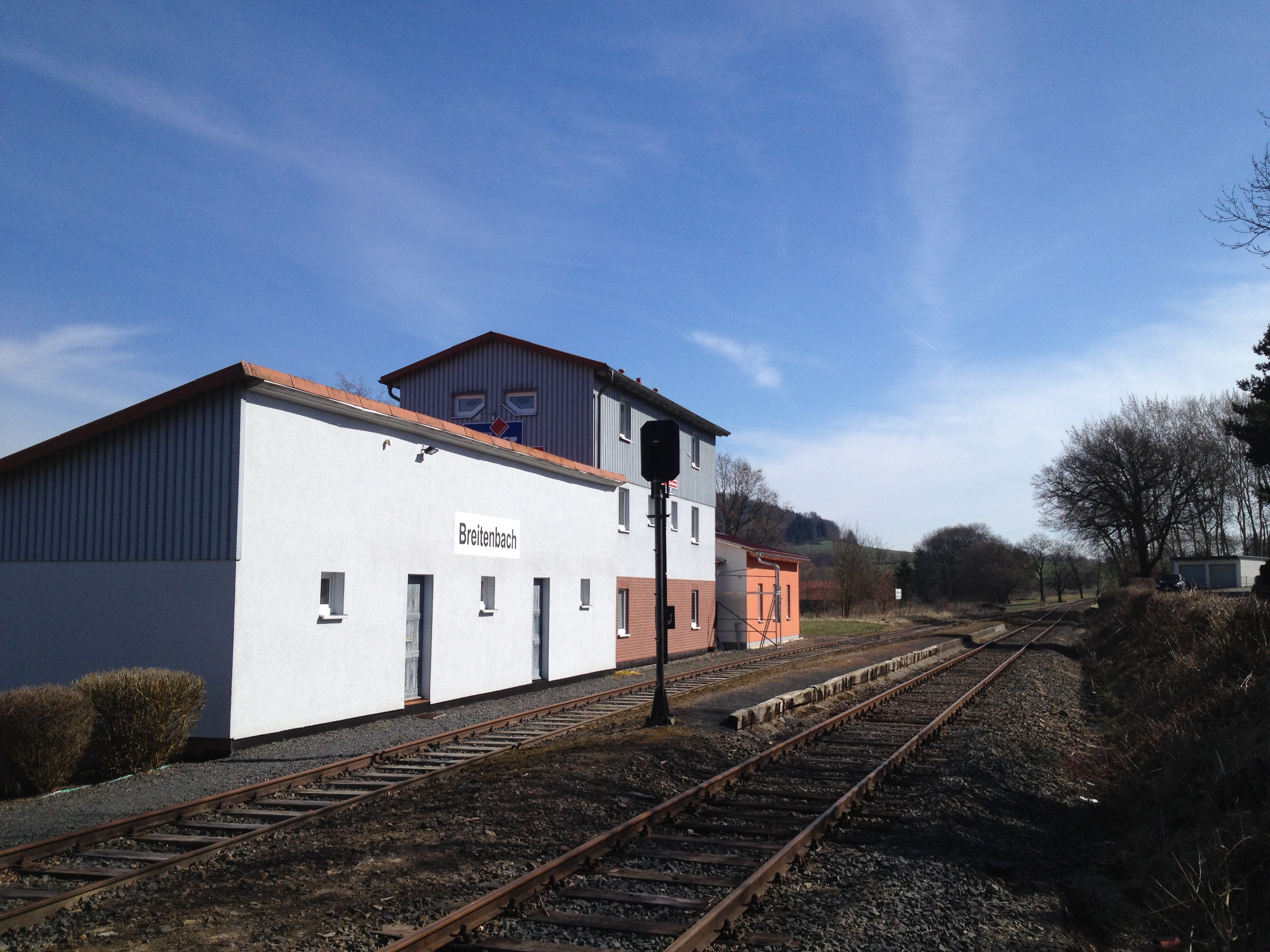
Bahnhof Breitenbach

- Im Ort gibt es ein Dorfgemeinschaftshaus, eine Gemeindebücherei sowie eine Grillhütte.
- Es gibt zwei Hotels, gute Einkaufsmöglichkeiten und seit 1990 ein neues Feuerwehrhaus.

### Bildung
- Der Kindergarten „Sonnenschein“ in Breitenbach besteht aus zwei Gruppen.
- Die Johann-Friedrich-Krause-Schule (früher Mittelpunktgrundschule) ist die örtliche Grundschule, unter anderem für Schüler aus den Nachbarorten Elmshagen und Martinhagen.

### Verkehr
Der Bahnhof Breitenbach liegt an der Bahnstrecke Kassel–Naumburg, die von Museumszügen des Hessencourrier befahren wird.
Der Nordhessische Verkehrsverbund (NVV) stellt mit der Buslinie 52 den öffentlichen Personennahverkehr sicher.
Breitenbach ist über die Landesstraße L 3220 erreichbar.

## Persönlichkeiten
- Johann Friedrich Krause (1747–1828), Dragonerwachtmeister, Beiträger zur Grimmschen Märchensammlung
- Wolf Breidenbach (1750–1829), Bankier und Hoffaktor
- Robert Rieder (1861–1913), auf dem Rittergut Emserhof geborener Chirurg, Hochschullehrer, Reformer der Medizinerausbildung und Militärmedizin in der Türkei.
- Albert Schindehütte (* 1939), Grafiker, Zeichner, Maler, Illustrator
- Erhard Hofeditz (1953–2025), Fußballspieler und -trainer